# Aeroportul Elcho Island
Aeroportul Elcho Island (IATA: ELC, ICAO: YELD) este un aeroport din Teritoriul de Nord, Australia ce deservește zona Gawa, Elcho Island⁠(d). Aeroportul a fost tranzitat în 2022 de 7.780 de pasageri.
Situat la o altitudine de 30 m, aeroportul dispune de o singură pistă.